# You Make Me Feel Like Dancing
You Make Me Feel Like Dancing è un singolo del cantante britannico Leo Sayer, pubblicato nell'ottobre-novembre 1976 ed estratto dal quarto album Endless Flight. Autori del brano You Make Me Feel Like Dancing sono lo stesso Leo Sayer e Vini Poncia.
Il disco, uscito su etichetta discografica Chrysalis Records e prodotto da Richard Perry, fu il primo singolo di Sayer a raggiungere il primo posto delle classifiche nella Billboard Charts e valse all'interprete il premio Grammy. Vari artisti hanno in seguito inciso una cover del brano.

## Descrizione
Il brano You Make Me Feel Like Dancing parla di una ragazza che ha portato così tanta gioia nella vita del protagonista da fargli vedere gli arcobaleni e da farlo sentire come un ballerino.
Il 45 giri recava al Lato B il brano Magdalena.
Oltre che negli Stati Uniti d'America, il disco raggiunse il primo posto delle classifiche Canada e in Nuova Zelanda. Raggiunse inoltre il secondo posto delle classifiche nel Regno Unito.
Nel 1978, You Make Me Feel Like Dancing ricevette il premio Grammy come miglior brano nella categoria R&B.
Sayer ripubblicò il brano You Make Feel Like Dancing in 45 giri nel 1982, con al Lato B il brano When I Need You.

## Tracce
7"
1. You Make Me Feel Like Dancing – 2:48 (Vini Poncia - Leo Sayer)
2. Magdalena (4:25)

7" (versione del 1982)
1. You Make Me Feel Like Dancing – 3:38 (Vini Poncia - Leo Sayer)
2. When I Need You – 4:08

## Classifiche
| Classifica    | Posizione massima | Nr. di settimane |
| ------------- | ----------------- | ---------------- |
| Belgio        | 21                | 10               |
| Canada        | 1                 |                  |
| Germania      | 9                 | 20               |
| Nuova Zelanda | 1                 | 16               |
| Paesi Bassi   | 11                | 5                |
| Regno Unito   | 2                 |                  |
| Stati Uniti   | 1                 |                  |
| Svezia        | 19                | 1                |

## Premi e riconoscimenti
- 1978: Premio Grammy nella categoria "miglior brano R&B"[1]

## Cover
Tra gli artisti che hanno inciso o eseguito pubblicamente una cover di You Make Me Feel Like Dancing, figurano (in ordine alfabetico):
- The Barron Knights (1977)
- The Bruxe Baxter Orchestra (versione strumentale, 1977)
- Lise Dandanell (1998)
- Donnie Elbert (1977)
- The Groove Generation feat. Leo Sayer
- Anne Hathaway (2004)
- Graeme Lyall (versione strumentale, 1982)
- Henry Mancini e la sua orchestra (versione strumentale)
- Sandy O'Neil (1978)
- Plaza People (2013)
- Aileen Quinn (1982)
- The Lee Reed Orchestra (versione strumentale, 1978)
- Lee Ritenour (1979)
- Daryl Somers
- Nikki Webster (2004)
- The Wiggles feat. Leo Sayer (nell'album You Make Me Feel Like Dancing del 2008)

### Adattamenti in altre lingue
- You Make Me Feel Like Dancing è stato adattato in lingua svedese da Sylvia Vrethammar con il titolo Det känns som jag vill dansa ed interpretato in questa versione dalla stessa Sylvia Vrethammar nel 1977[2]
- You Make Me Feel Like Dancing  è stato adattato in lingua ceca da Jiřina Fikejzová con il titolo Ty jdeš a já se vznáším ed interpretato in questa versione da Helena Vondráčková nel 1978[2]

## Il brano nella cultura di massa

### Cinema
- Il brano You Make Me Feel Like Dancing è stato inserito, nell'interpretazione di Leo Sayer, nella colonna sonora del film del 2000, diretto da McG e con protagoniste Drew Barrymore, Cameron Diaz e Lucy Liu, Charlie's Angels[1][6]
- Il brano You Make Me Feel Like Dancing  è stato inserito nella colonna sonora del film del 2004, diretto da Tommy O'Haver e con protagonista Anne Hathaway, Ella Enchanted - Il magico mondo di Ella (Ella Enchanted), dove è interpretato dalla stessa attrice protagonista[7][8]

### Videogiochi
- Il brano You Make Me Feel Like Dancing è stato inserito nel vol. 3 della serie di videogiochi per PlayStation SingStar, pubblicato nel 2008[9]

### Parodie
- Il brano di successo delle Scissor Sisters del 2006 I Don't Feel Like Dancin' è sovente considerato una sorta di "parodia" di You Make Me Feel Like Dancing[1]